# Banco Português de Investimento
Banco BPI, anteriormente Banco Português de Investimento, é um banco de investimento privado português fundado em 1981, parte do grupo financeiro CaixaBank.
O BPI é a quinta maior instituição financeira a operar em Portugal em termos de ativos (31,6 m.M.€), com quotas de mercado de 10% em crédito e em depósitos de Clientes.

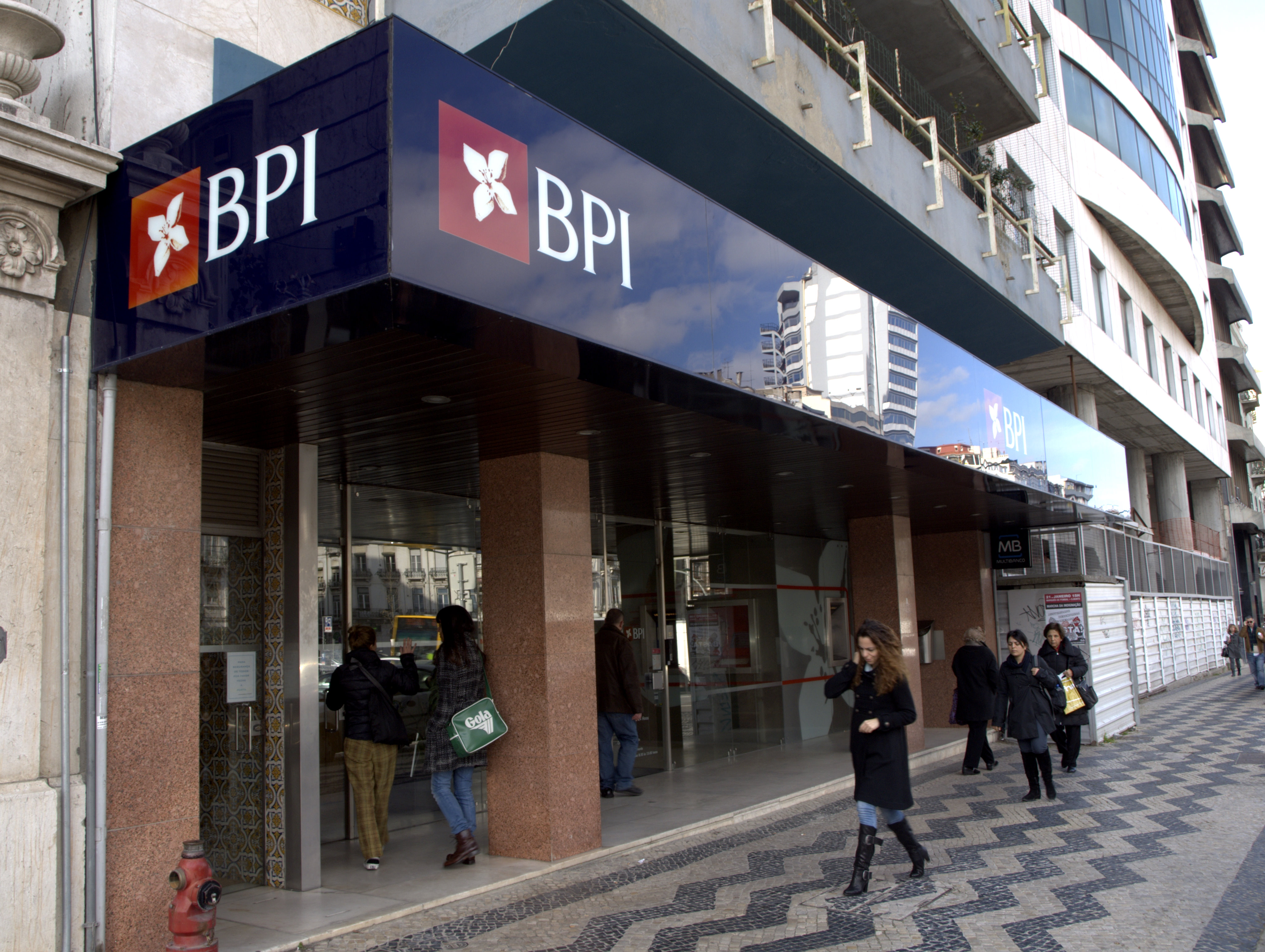
entrada duma sucursal em Lisboa

Na atividade de seguros, o BPI tem uma joint-venture com a Allianz, firmada numa participação do BPI no capital da Allianz Portugal (35%) e num acordo de distribuição de seguros através da rede comercial do Banco e nos seguros de crédito, o BPI tem uma participação de 50 por cento na COSEC, em parceria com a Euler Hermes (uma empresa do Grupo Allianz), que detém os restantes 50 por cento.
O BPI também detém participações minoritárias em bancos africanos (48,1% do BFA em Angola e 35,67% do BCI em Moçambique).

## História
A origem do BPI data de 1981 com a criação da SPI - Sociedade Portuguesa de Investimentos, contando com uma estrutura acionista diversificada, que incluía uma forte componente do tecido empresarial nacional, constituída por 100 das mais dinâmicas empresas portuguesas e quatro das mais importantes instituições financeiras internacionais.
Em 1985, a SPI transformou-se e deu origem ao BPI, o primeiro banco privado criado após a reabertura do sector à iniciativa privada no seguimento das nacionalizações de 1975. Em 1986, o BPI tornava-se o primeiro banco cotado na Bolsa Portuguesa.
Em 1991, uma década depois da sua criação, o BPI, que conquistara já uma clara liderança nas principais áreas da Banca de Investimento, alargou a sua atividade à banca comercial, através da aquisição do BFB.
Em 1995, a Instituição foi transformada numa holding bancária sob a forma de SGPS, tendo esta reorganização conduzido à especialização das unidades do Grupo e tendo sido acompanhada de um importante reforço da sua estrutura acionista, com a entrada de dois novos parceiros estratégicos de grande dimensão, que vieram juntar-se ao Grupo Itaú: o Grupo La Caixa e o Grupo Allianz.
Em 1998, através de um processo de fusão pioneiro, criava-se um banco único com uma marca única: o Banco BPI.
Entre 1996 e 2005, o Banco continuou o seu crescimento através de aquisições e fusões com outros bancos, tendo sido criado igualmente em 2002 o Banco de Fomento em Angola, então detido a 100% por transformação da sucursal de Luanda do Banco BPI em banco de direito angolano, que em 2008 viu uma posição de 49,9% ser vendida à Unitel.
Em 2006, o BPI completou 25 anos de atividade e prosseguiu a sua estratégia sustentada de criação de valor para os Acionistas, Colaboradores e Clientes.
Entretanto, a partir do final de 2007, no contexto da grave crise financeira internacional que então eclodira, a gestão do Banco concentrou-se em quatro prioridades: defesa e reforço do capital, garantia dos níveis de liquidez, redução dos riscos e fortalecimento da relação com os Clientes, procurando encontrar, em cada nova fase, um equilíbrio entre três pilares: segurança e solidez, defesa da base de mercado e rentabilidade da operação.
Em 2012, o BPI executou um Plano de Recapitalização que compreendeu uma emissão de 1,5 mil M.€ de obrigações subordinadas de conversão contingente (CoCo) subscritas pelo Estado Português, por forma a dar cumprimento ao exercício de recapitalização proposto pela EBA. Em 2014, o Banco BPI reembolsou integralmente aqueles instrumentos, concluindo o reembolso ao Estado três anos antes do fim do prazo previsto.
Em Abril de 2016, o CaixaBank, S.A., detentor nessa data de 44.1% do capital social do Banco BPI, publicou o anúncio preliminar de uma oferta pública, geral e voluntária, de aquisição (Oferta) sobre a totalidade das ações representativas do capital social do Banco BPI S.A., ao preço de 1.113 euros por ação. Em Setembro de 2016, a Assembleia Geral do BPI aprovou a eliminação da limitação estatutária à contagem ou exercício de direitos de votos quando emitidos por um só acionista. Em consequência, foi publicado um novo anúncio preliminar da Oferta, com as alterações decorrentes da convolação da natureza da OPA BPI de voluntária em obrigatória, em particular no tocante à contrapartida, definida em 1 134 euros por ação, e às condições da OPA sobre o BPI.
Já em 2017, o Banco BPI concretizou a transmissão, em favor da Unitel, de uma participação social representativa de 2% do capital social e direitos de voto do Banco de Fomento Angola. Em consequência da concretização desta transmissão, as participações do Banco BPI e da Unitel no BFA passaram a ser de, respetivamente, 48,1% e de 51,9%.
Em 2017 o CaixaBank assumiu o controlo do BPI após a conclusão de uma oferta pública de aquisição e, em Maio de 2018, o CaixaBank acordou adquirir à Allianz a totalidade da participação de 8,425% que esta detinha no capital do Banco BPI. 
Na sequência da perda da qualidade de sociedade aberta aprovada em Assembleia Geral em junho de 2018 e da aquisição potestativa lançada pelo acionista CaixaBank, S.A. este último adquiriu em 27 de dezembro de 2018 a totalidade do capital social do Banco BPI.

### Actividade internacional
Em Angola, o BPI detém 50,1% do Banco de Fomento Angola (BFA), que servia 1,2 milhões de clientes, no final de Dezembro de 2013. A actividade internacional compreende ainda a apropriação de resultados da participação de 30% detida no Banco Comercial e de Investimentos (BCI), em Moçambique, servindo cerca de 777 mil clientes.

## Indicadores económicos
Os principais indicadores em 2021 são: 
- Ativo total: 41.192,53 milhões de Euros[2]
- Lucro Líquido: 293,37 milhões de Euros[2]
- Número de funcionários: 4.638[2]
- Número de agências: 346[3]